# Haselbachtal
Haselbachtal település Németországban, azon belül Szászország tartományban. Lakosainak száma 3956 fő (2023. december 31.).

## Népesség
A település népességének változása:
| Lakosok száma | 4060 | 4049 | 3928 | 3937 | 3956 |
|               | 2017 | 2019 | 2021 | 2022 | 2023 |